# Gare de Varades - Saint-Florent-le-Vieil
La gare de Varades - Saint-Florent-le-Vieil est une gare ferroviaire française de la ligne de Tours à Saint-Nazaire, située sur le territoire de l'ancienne commune de Varades (intégrée à Loireauxence), près de Saint-Florent-le-Vieil (faisant partie de Mauges-sur-Loire), dans le département de la Loire-Atlantique, en région Pays de la Loire.
C'est une halte de la Société nationale des chemins de fer français (SNCF), desservie par des trains express régionaux TER Pays de la Loire.

## Situation ferroviaire
Établie à 15 mètres d'altitude, la gare de Varades - Saint-Florent-le-Vieil est située au point kilométrique (PK) 385,164 de la ligne de Tours à Saint-Nazaire, entre les gares ouvertes d'Ingrandes-sur-Loire et d'Ancenis. Elle est séparée de ces deux gares respectivement par les gares aujourd'hui fermées de Montrelais et d'Anetz.

## Histoire
Selon les estimations de la SNCF, la fréquentation annuelle de la gare est de 86 068 voyageurs en 2014, 89 085 voyageurs en 2015 et 81 052 voyageurs en 2016.

## Service des voyageurs

### Accueil
Halte SNCF, c'est un point d'arrêt non géré (PANG) à accès libre. Elle est équipée d'automates pour l'achat des titres de transport.
Il existe une voie d'évitement dans le sens pair (Nantes ⤇ Angers) située en amont du bâtiment voyageurs, et donc en amont des quais situés au droit de celui-ci. En cas de desserte intempestive de la gare par la voie d'évitement (dépassement du TER par un TGV, par exemple en situation perturbée), un quai a été aménagé sur une petite longueur de la voie d'évitement, avec éclairage et pancarte nominative. Cela permet aux voyageurs descendant dans cette gare de ne pas attendre que le TER se fasse dépasser pour quitter le train. Du jour où les TGV Paris - Nantes ont été cadencés (30 mai 1999) et jusqu'à la réactivation de l'évitement pair de la gare d'Ancenis le 15 juin 2003, trois TER desservant Varades étaient concernés par cette particularité du lundi au vendredi : ils étaient dépassés dans cette gare par un TGV. Depuis cette date, le dépassement a été reporté en gare d'Ancenis.

### Desserte
Varades - Saint-Florent-le-Vieil est desservie par des trains TER Pays de la Loire circulant entre Angers-Saint-Laud et Nantes et desservant au moins systématiquement toutes les gares entre La Possonnière et Ancenis.

### Intermodalité
Un parc pour les vélos est aménagé.

## Patrimoine ferroviaire
Le bâtiment voyageurs de style néoclassique, est typique des gares de la Compagnie du chemin de fer de Tours à Nantes, laquelle a édifié plusieurs bâtiments identiques pour d'autres gares de l'actuelle ligne de Tours à Saint-Nazaire, notamment à Langeais et Ingrandes-sur-Loire.
Ces bâtiments se caractérisent par une façade en pierre de taille, des bandeaux et des pilastres d'angle en pierre ainsi que des percements à linteau droit surmontés d'entablements. Le corps central à étage, surmonté d'une toiture à deux croupes, comporte trois travées. Les percements du rez-de-chaussée sont surmontés d'arcs en plein cintre dont les piédroits sont reliés par un bandeau ; l'arc médian est plus haut. Les ailes, symétriques, sont coiffées d'un toit à deux pans.

## Galerie de photographies

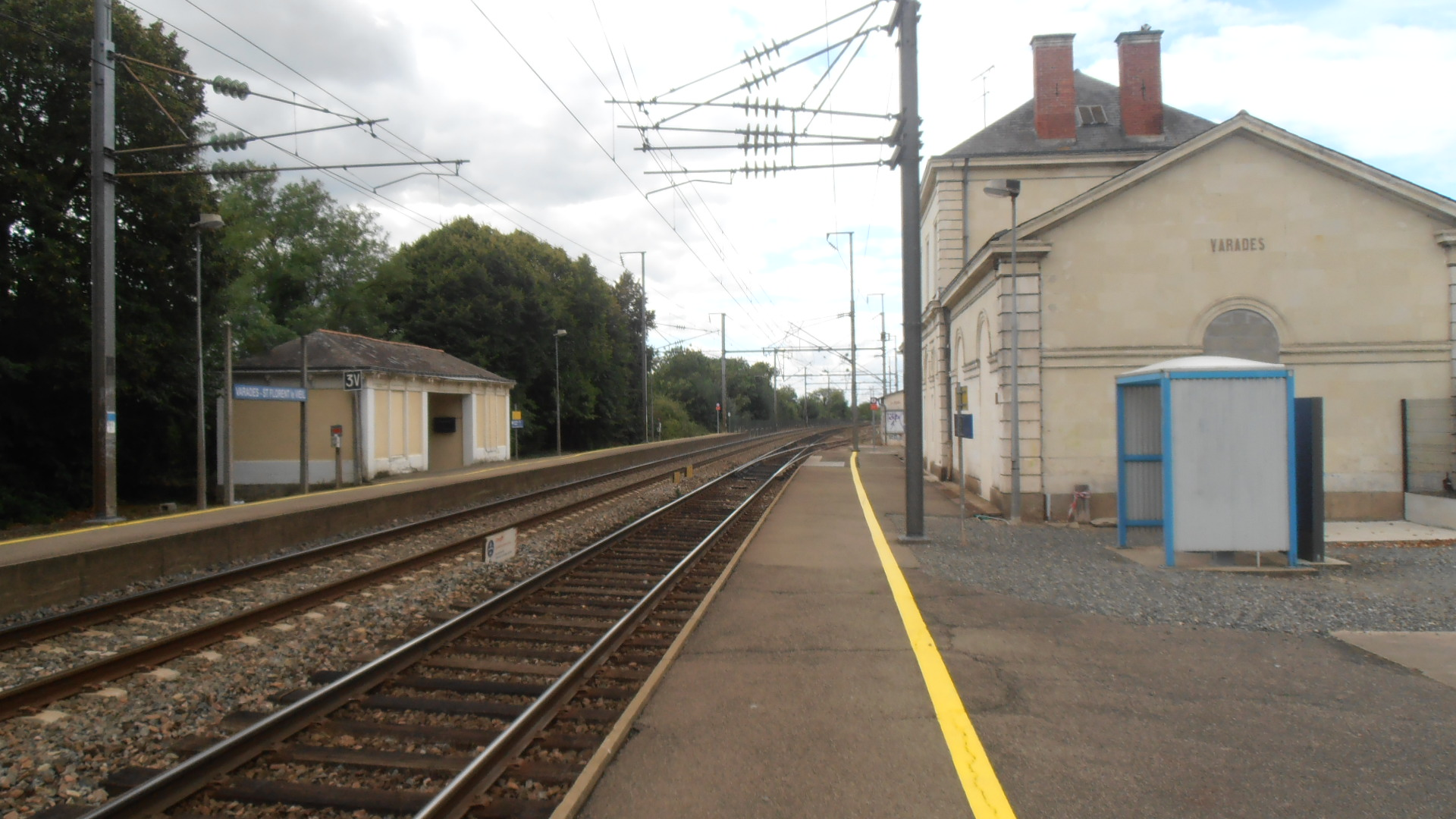
Les voies en direction de Nantes.
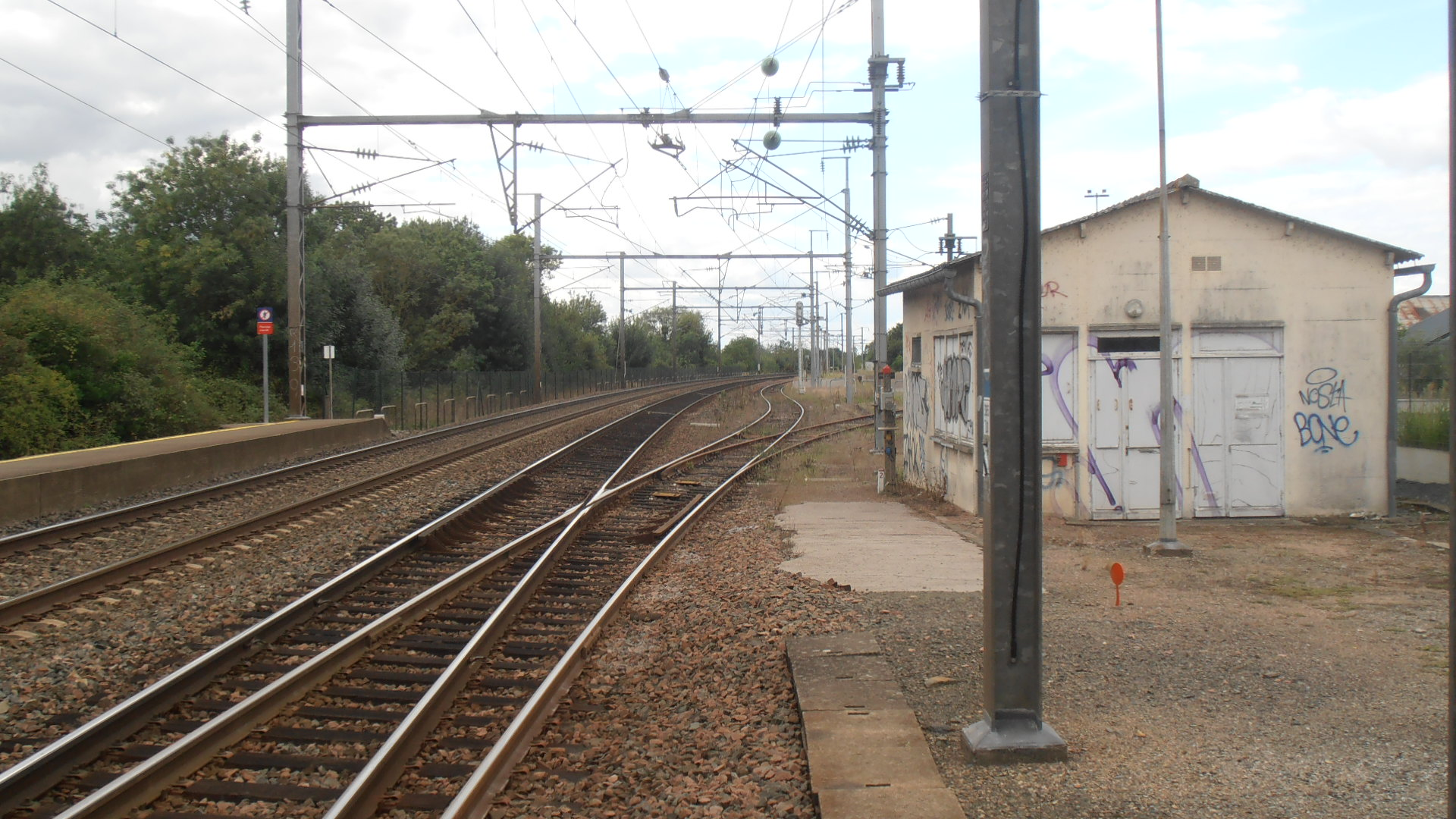
Voie d'évitement et poste d'aiguillage.
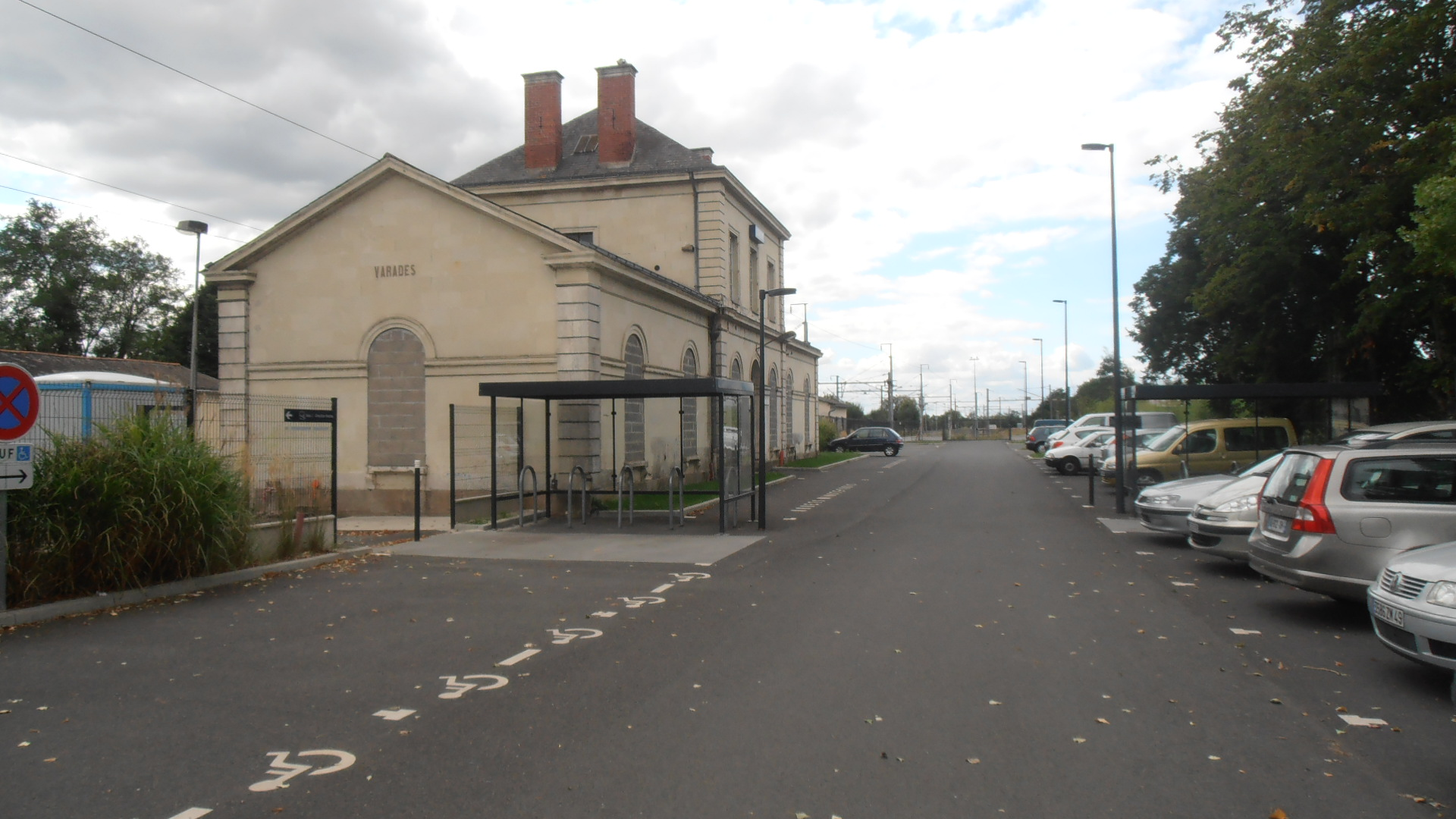
Parking et parcs à vélos couverts.